# Wolfgang Neumann (Kristallograph)
Wolfgang Neumann (* 1944 in Großwöhlen, Landkreis Tetschen-Bodenbach) ist ein deutscher Kristallograph. Er ist  Professor an der Humboldt-Universität Berlin.

## Leben
1993 habilitierte er sich in Halle zum Dr. rer. nat. habil. und war dort am Max-Planck-Institut für Mikrostrukturphysik tätig. Er ist Professor an der Humboldt-Universität Berlin.
2006 bis 2009 war er Vorsitzender der Deutschen Gesellschaft für Kristallographie.
2011 wurde Wolfgang Neumann als ordentliches Mitglied der Naturwissenschaftlichen Klasse in die Sudetendeutsche Akademie der Wissenschaften und Künste berufen.
2017 erhielt er die Carl-Hermann-Medaille für seine grundlegenden Beiträge zur Elektronenmikroskopie und Elektronenbeugung kristalliner Festkörper und deren Anwendung auf kristallographische Fragestellungen.

## Schriften (Auswahl)
- mit Klaus-Werner Benz: Introduction to Crystal Growth and Characterization, Wiley-VCH 2014
- mit Klaus-Werner Benz: Kristalle verändern unsere Welt, Walter de Gruyter 2018